# Auguste Laforêt
Pour les articles homonymes, voir Laforêt.
Auguste Laforêt (1801-1880), juge au tribunal civil de Draguignan puis de Marseille, érudit polygraphe, historien, membre de l'Académie de Marseille. Il est notamment auteur d'une Étude sur la marine des galères (1861).

## Biographie

### Repères

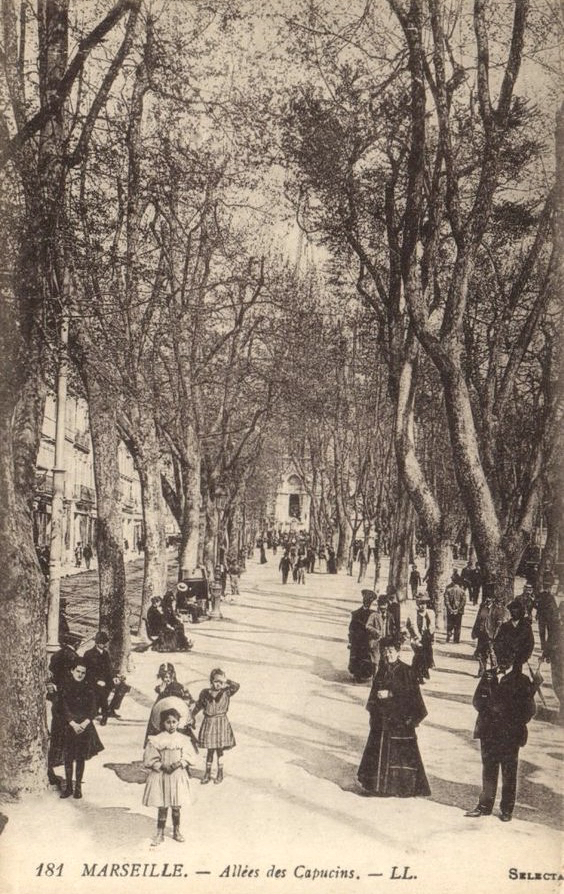
Marseille, Allée des Capucines, vers 1900.

Pierre Auguste Noël Laforêt est né le 25 décembre 1801 à Marseille,. Son père, Jacques Laforest (1738-1803), est commerçant, propriétaire ; et sa mère, Sabine Crudère (1760-1803), est la fille de Jean-François Crudère, premier échevin de Marseille en 1774.
Il fait ses études de droit à Aix en Provence et devient magistrat.
Il épouse Sidonie Meynier (née le 27 décembre 1810), le 12 décembre 1829 à Marseille.
Cinq enfants sont nés de cette union : Marie Charles Auguste Noël (1830) ; Marie Louise Clémentine Alix (1834-1879) ; Octavie (1836-1896) ; Marie Sabine Cécile (1839-1840) ; Marie Louise Ernestine (1841-1867).

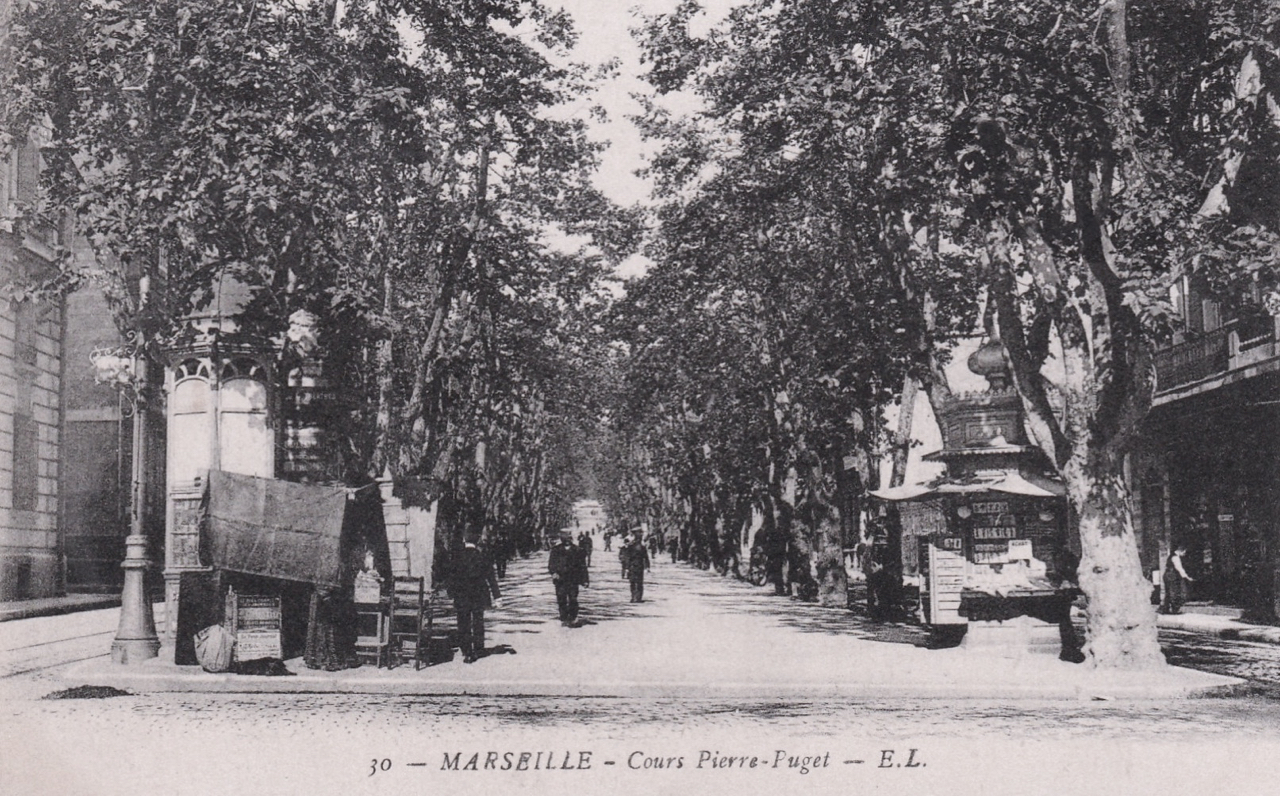
Marseille, début du cours Pierre-Puget.

Auguste Laforêt meurt le 15 janvier 1880, à l'âge de 78 ans, à son domicile, au n° 66 du cours Pierre-Puget, à Marseille,. Il est chevalier de la Légion d'honneur.

### Carrière professionnelle
Auguste Laforêt est juge au tribunal de première instance à Draguignan en 1822.

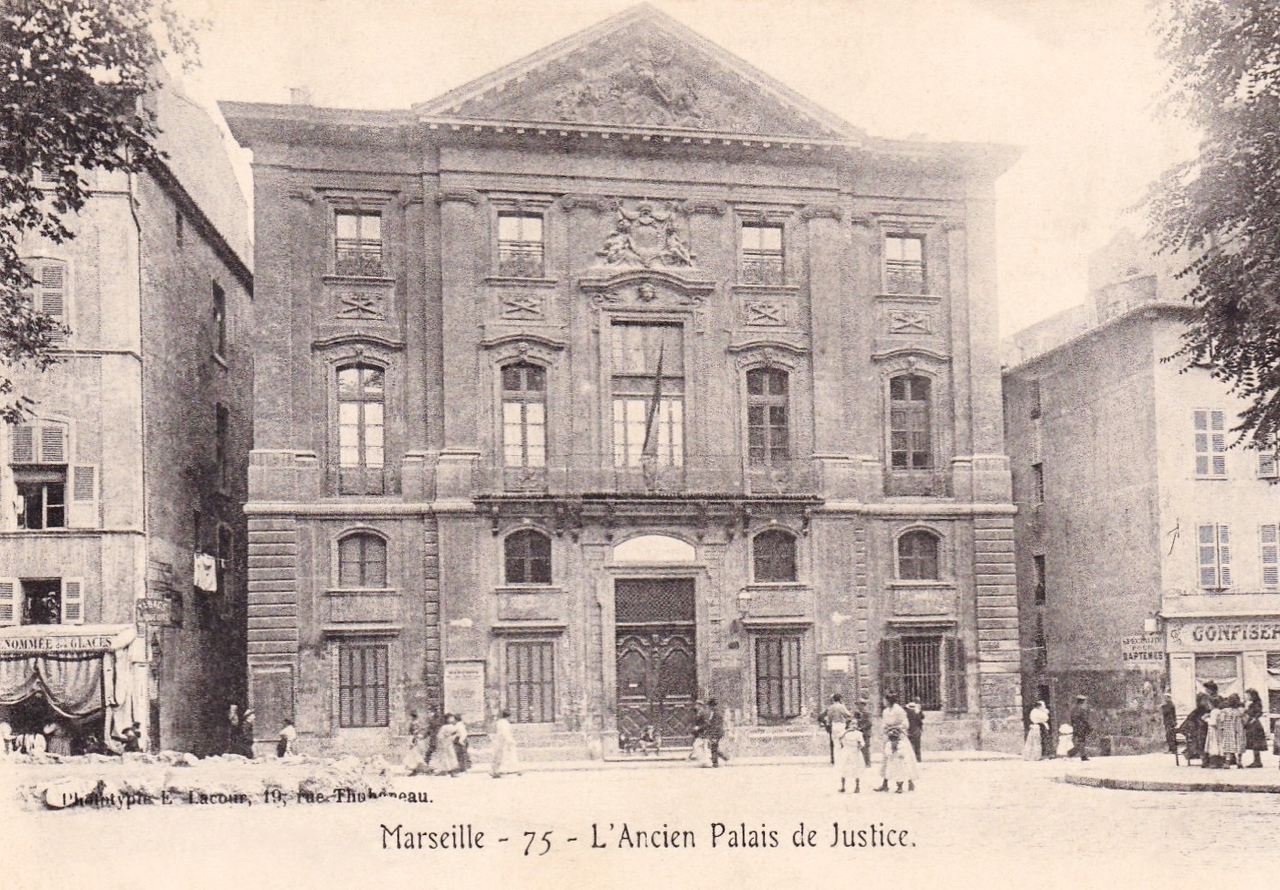
Marseille, ancien palais de justice.

Il devient juge à Marseille à partir de 1831.

## Érudit et académicien

### LaRevue de Marseille

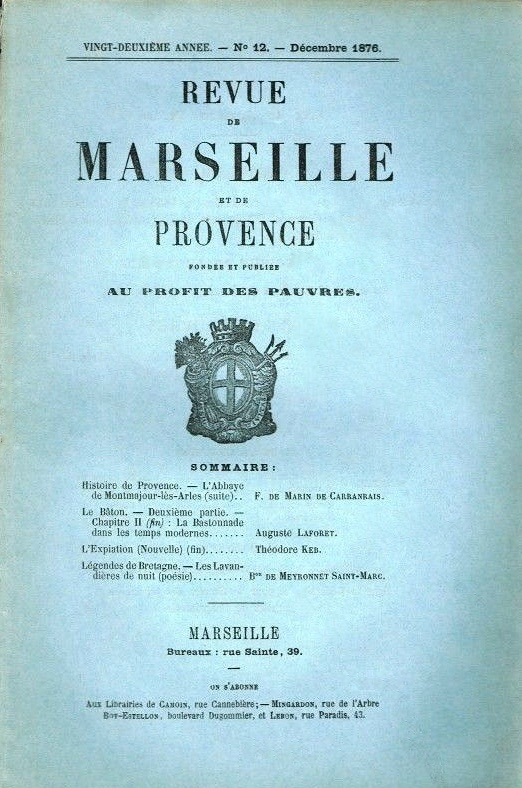
Revue de Marseille, décembre 1876.

Auguste Laforêt fonde la Revue de Marseille et de Provence en 1855 avec trois associés : le journaliste Joseph Mathieu ; Rondelet, professeur à la faculté ; et Gaston de Flotte, homme de lettres. Il la dirige jusqu'à sa mort en 1880.
Les bénéfices de cette revue étaient destinés «au soulagement des déshérités».
Un journaliste et écrivain, défenseur des littératures « provinciales », Adolphe Kuntz de Rouvaire, témoigne du contexte marseillais des revues dans lesquelles il a pu écrire (le Phocéen, la Tribune artistique et littéraire du Midi, le Mistral) dans les années 1850.
Auguste Laforêt a publié, sous forme d'articles dans la revue, des textes qui deviennent des ouvrages après coup : Étude sur la marine des galères, Le Bâton, Vals.... Il écrit sous pseudonyme mais également des articles signés de son nom.
L'essentiel de son travail consiste, cependant, à solliciter et à accueillir des études de tout genre provenant de très nombreux collaborateurs.
À la mort d'Auguste Laforêt, en 1880, François Marin de Carranrais (1850-1928) est nommé membre du conseil d'administration de la Revue de Marseille et de Provence. La revue disparaît en 1893. En 1919, le docteur Émilien Castueil et l'écrivain Pierre Coutras font reparaître la publication.

### L'Académie de Marseille
Auguste Laforêt est élu le 16 avril 1857 à l'Académie des sciences, belles-lettres et arts de Marseille, au fauteuil n° 30 (sciences), puis au fauteuil n° 25 (belles-lettres) en 1873. En 1863, il est élu à la fonction de président de l'Académie. On le trouve en exercice l'année 1864.
Dans son discours d'ouverture de la séance publique, prononcé le 22 mai 1864, Auguste Laforêt retrace l'histoire de l'Académie, ses conflits avec l'Académie française, ses démêlés avec l'administration municipale marseillaise. Il évoque les différends durables avec les représentants de la ville.

## Curiste et homme d'affaires dans le thermalisme

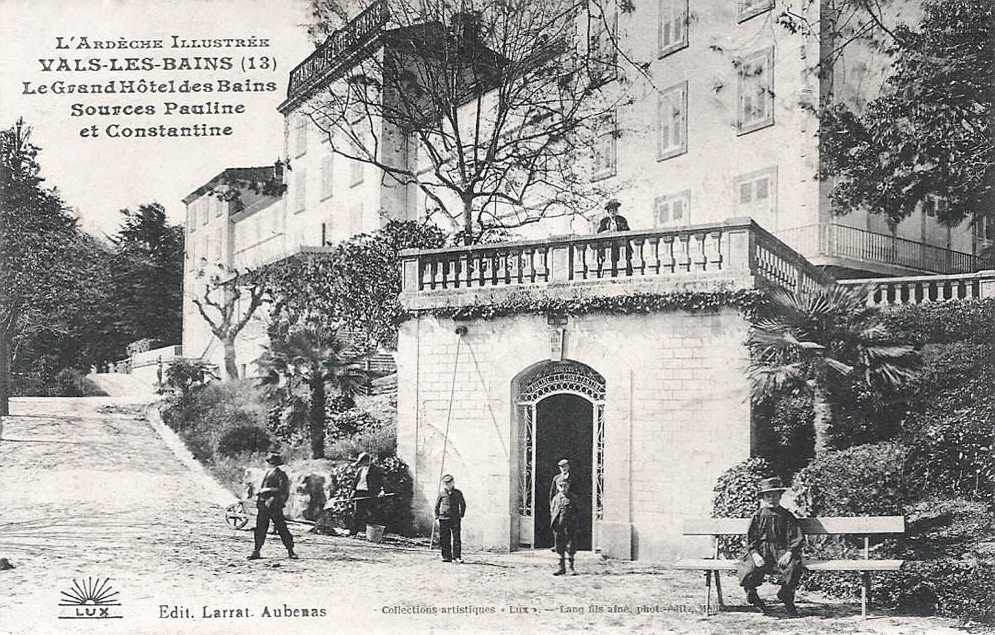
Vals-les-Bains, source Pauline et Constantine, Grand Hôtel des Bains.

Auguste Laforêt est venu se faire soigner à Vals en Ardèche, où commence l'exploration des sources (connues cependant depuis le XVIIe siècle) et leur exploitation commerciale. Le thermalisme connaît une grande ferveur au XIXe siècle. Laforêt saisit cette conjoncture en homme d'affaires avisé.
- « Il rachète les biens de Ferdinand Gaucherand : sources, maison, terrains, bains. Avec son fils Charles, son gendre Maximin Oddo et quelques amis, il fonde la Société Laforêt et Cie. De nouveaux forages font surgir les sources Pauline, Constantine, Souveraine, Convalescents et Alexandre. Le débit très élevé de cette dernière (29 m3 par 24h) permet l'agrandissement de l'établissement thermal et la construction du Grand Hôtel des Bains »[23].

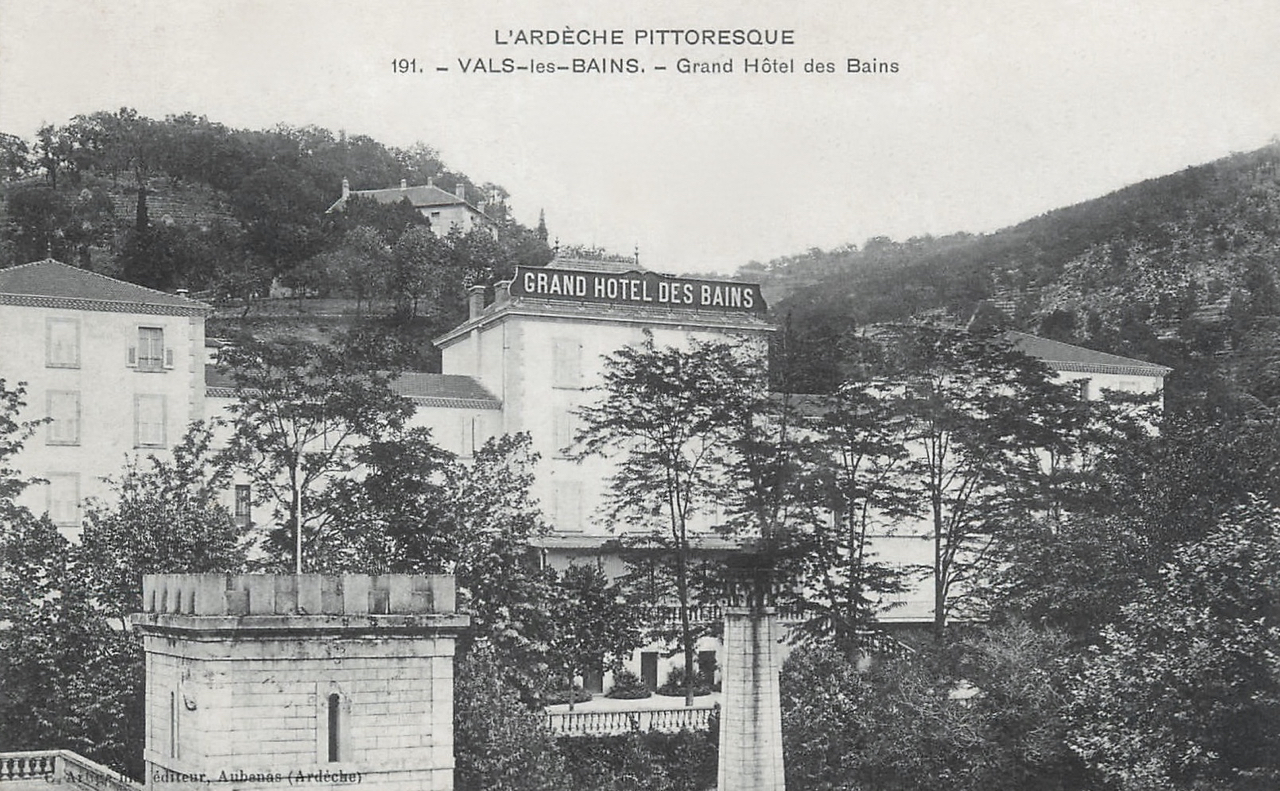
Vals-les-Bains, Grand Hôtel des Bains.

- Henry Vaschalde[24], administrateur d'établissement thermal à Vals, dresse un historique de l'essor du thermalisme dans la ville qui mentionne l'action décisive de la famille Laforêt[25].

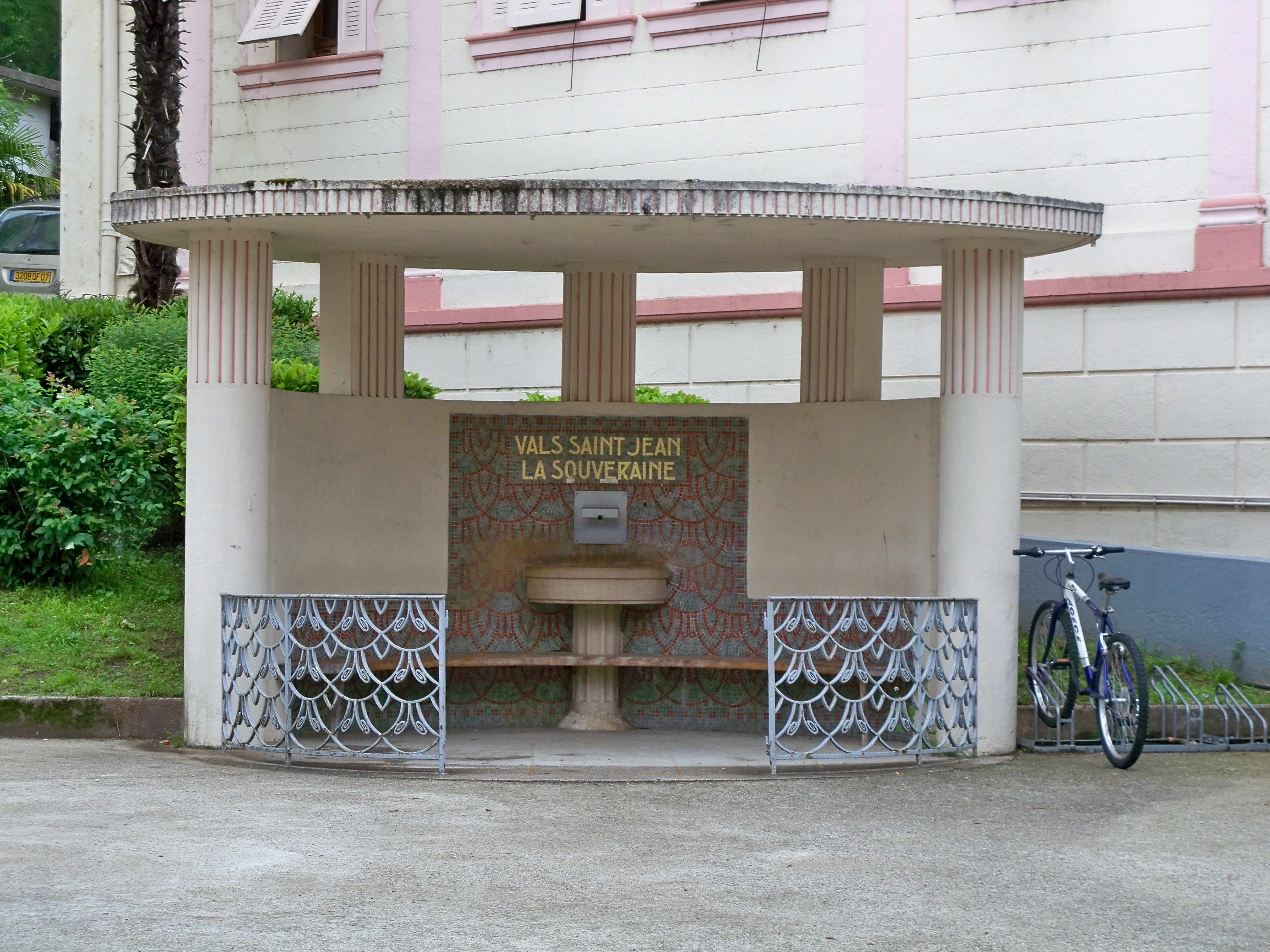
Source à Vals-les-Bains.

- En 1870 : « la Société Charles Laforêt et Cie s'associe à Louis Mathon et plusieurs autres partenaires pour fonder la Société Centrale. Ce groupe possède deux établissement thermaux, le Grand Hôtel des Bains et les parcs alentour »[23].

L'historien français Marc Boyer a également évoqué l'activité des Laforêt à Vals :
- « ...les capitalistes marseillais, les Laforêt père et fils et le gendre Oddo jouent, eux, la carte de la station de villégiature. Leur société, La Société générale d'eaux minérales et des bains de mer, présente à Vichy, tente avec peu de succès de lancer Euzet, dans le Gard, et part à l'assaut de Vals, achetant les thermes, le Grand Hôtel, continuant d'exploiter leurs sources et d'expédier les eaux »[26].

En 1866, Auguste Laforêt a publié une brochure : Les eaux de Vals ; suivie d'une seconde, en 1868 : Les Eaux de Vals : Vals autrefois, Vals aujourd'hui. Ces textes constituent de longs exposés fouillés sur l'histoire du lieu, de la région, des légendes et des personnages qui y furent liés. Bien qu'il évoque les conditions pratiques et commerciales du thermalisme à Vals, Auguste Laforêt n'y dévoile pas ses projets.

## Œuvres

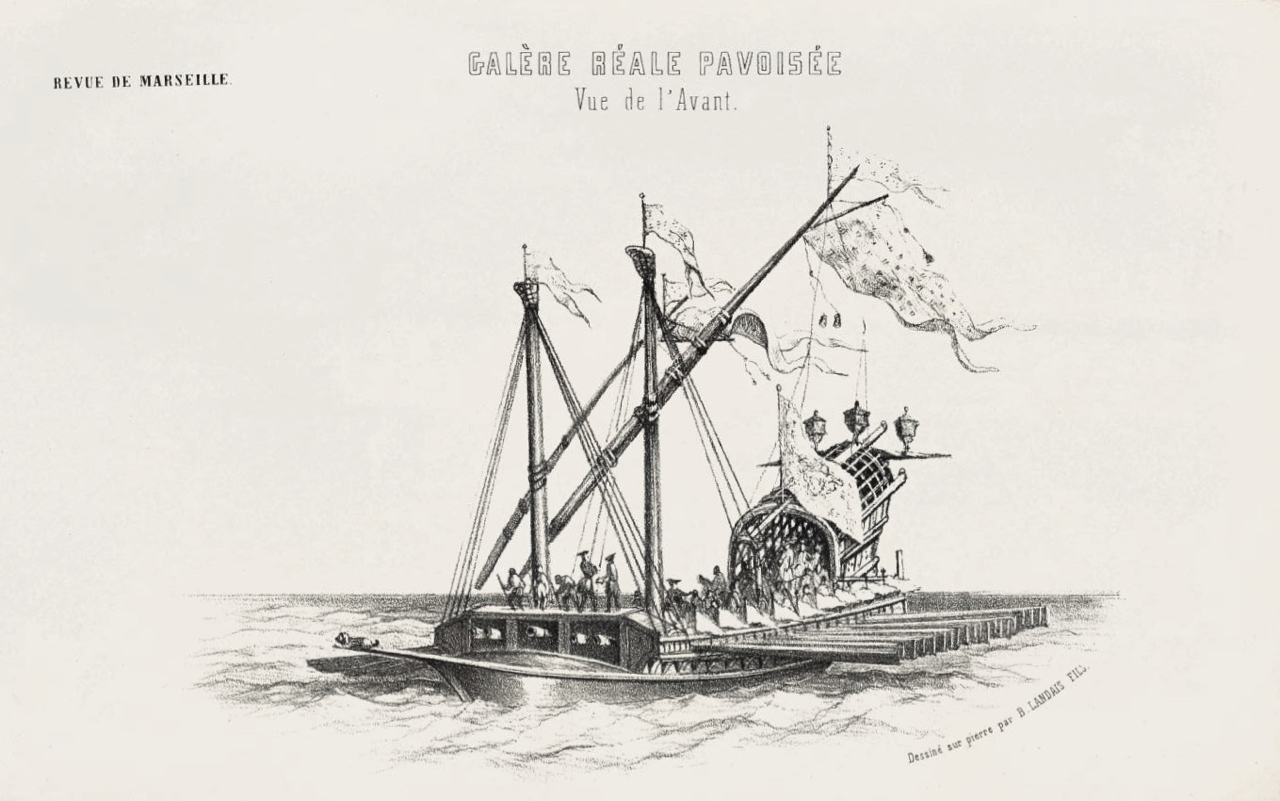
Galère réale pavoisée, in Auguste Laforêt, Étude sur la marine des galères.

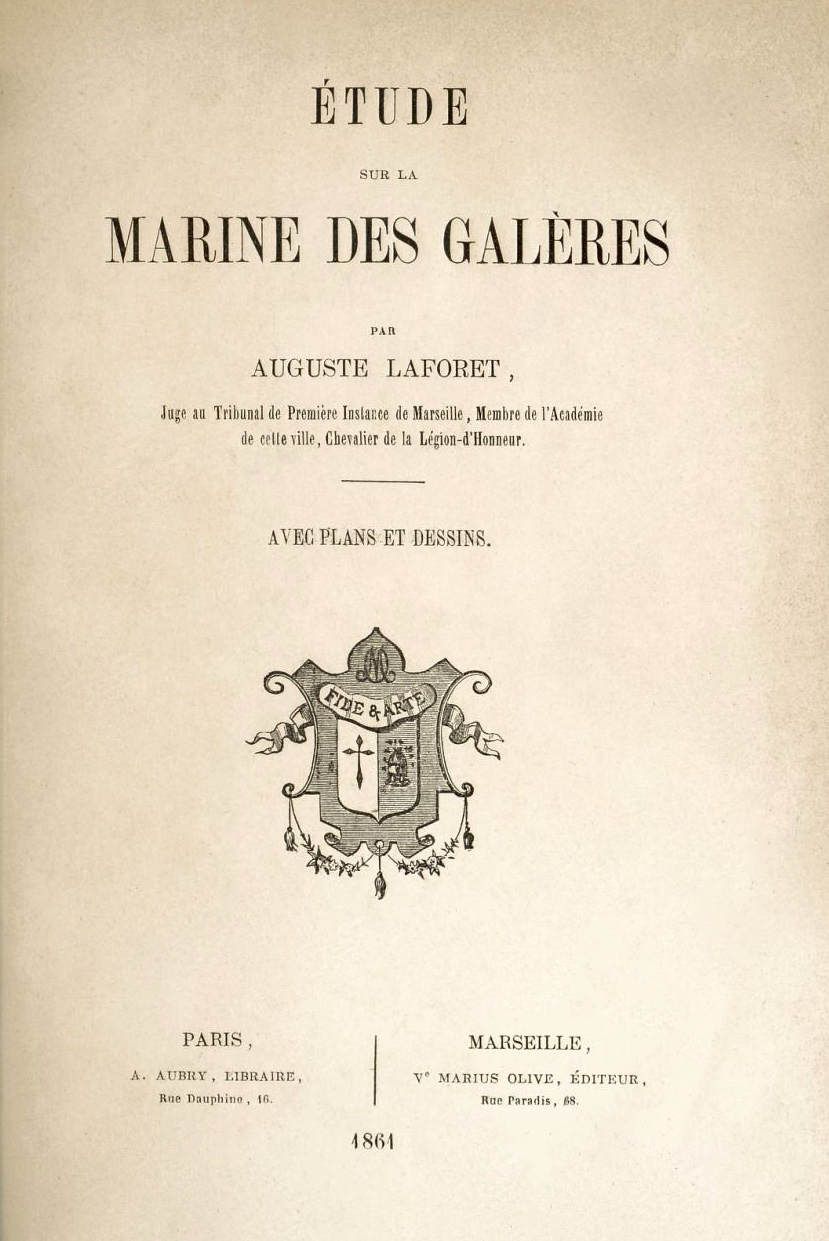
Auguste Laforêt, Étude sur la marine des galères.

### La marine des galères
Les Études sur la marine des galères furent d'abord publiées sous forme d'articles dans la Revue de Marseille et de Provence à partir de juin 1857, avant d'être réunies et éditées en 1861 (avec un titre au singulier : Étude...).
- L'auteur définit son objectif : « présenter l'origine des galères, les points de similitude entre celles des temps anciens et celles des temps modernes, faire connaître leur construction, leur armement, leur équipage, décrire leur manière de naviguer et de combattre, révéler les moyens auxquels on avait recours pour suffire à l'entretien de leur chiourme, reconstruire notre arsenal, conduire le lecteurs dans les allées de ses jardins, dans les salles de son hôpital, sous les voûtes de ses magasins, repeupler les Tollards [28] de notre bagne comme les bancs de nos galères, voilà le plan que nous avons adopté »[29].

Le livre connait un certain succès selon un académicien de Marseille, en 1920 : « Non seulement cette étude n'a pas vieilli, mais elle demeurée unique en son genre, à tel point qu'Ernest Lavisse, considéré comme notre historien national, a dû s'y référer fréquemment au cours de ses travaux sur le règne de Louis XIV ».
Ce travail a cependant été critiqué par l'historien Paul Masson : « L'ouvrage d'Auguste Laforêt qui n'est pas sans intérêt, n'est pas l'œuvre d'un historien. Il est bien insuffisant, et, surtout, il a besoin d'être corrigé sur beaucoup de points ».

## Publications
- Fleurs des Pyrénées, poésies, 1853.
- Coutumes marseillaises : les Crèches de Noël. Souvenirs marseillais : Briquet, impr. de Vve M. Olive, Marseille, 1860.
- Étude sur la marine des galères, A. Aubry, libraire, Paris ; Vve Marius Olive, éditeur, Marseille, 1861. (en ligne)
- Souvenirs marseillais. La peste de 1720, impr. de Vve M. Olive, Marseille, 1863. (en ligne sur books.google.fr)
- Les Eaux de Vals : Vals autrefois, Vals aujourd'hui, Vve Olive, Marseille, 1868.
- La bâton. Étude historique et littéraire, impr. Marius Olive, Marseille, 1876 et 1879. Tome 1 et tome 2.